# توماس هاموند (لاعب هوكي الحقل)
توماس هاموند (بالإنجليزية: Thomas Hammond)‏ هو لاعب هوكي الحقل جنوب أفريقي، ولد في 18 سبتمبر 1984.

## وصلات خارجية
- توماس هاموند على موقع الاتحاد الدولي للهوكي (الإنجليزية)
- توماس هاموند على موقع أوليمبيديا (الإنجليزية)